# Sertei
Sertei (łac. Diocesis Serteitanus) – stolica historycznej diecezji w Cesarstwie rzymskim, w prowincji Mauretania Sitifense, zlikwidowana w VII w. podczas ekspansji islamskiej, współcześnie w północnej Algierii. Obecnie katolickie biskupstwo tytularne.

## Biskupi
| Lp. | Biskup                        | Funkcja                                       | Od                | Do               |
| --- | ----------------------------- | --------------------------------------------- | ----------------- | ---------------- |
| 1   | Thomas Niu Hui-ching          | wikariusz apostolski Yanggu (Chiny)           | 12 stycznia 1943  | 11 kwietnia 1946 |
| 2   | John David Hubaldus Lehman    | wikariusz apostolski Wysp Cooka (Wyspy Cooka) | 12 lutego 1948    | 16 stycznia 1967 |
| 3   | Luis Bambarén                 | biskup pomocniczy Limy (Peru)                 | 1 grudnia 1967    | 2 czerwca 1978   |
| 4   | Agustín Alejo Román Rodríguez | biskup pomocniczy Miami (USA)                 | 6 lutego 1979     | 11 kwietnia 2012 |
| 5   | Irineu Roman                  | biskup pomocniczy Belém do Pará (Brazylia)    | 8 stycznia 2014   | 6 listopada 2019 |
| 6   | Martin Laliberté              | biskup pomocniczy Quebecu (Kanada)            | 25 listopada 2019 | 14 marca 2022    |
| 7   | Michael Woost                 | biskup pomocniczy Cleveland (USA)             | 9 maja 2022       |                  |